# Premio Oxígeno
El Premio Oxígeno es una distinción que se creó por el Programa en Gestión y Ordenamiento Ambiental, PROGOA, de la Universidad de Santiago de Chile (USACH), en el año 1990, ocasión en que se inauguró la primera versión del Postítulo en Gestión y Ordenamiento Ambiental de la Facultad de Ingeniería de la USACH.

## Descripción
Distingue a personas que se ha destacado en su aporte a la prevención y protección del medio ambiente en Chile.

## Nómina de distinguidos
Han recibido esta distinción destacados personeros del Periodismo, del sector productivo y del sector académico, entre los cuales se encuentran:
- Dra. Gro Harlem Brudtland, que presidió en 1987 la Comisión Internacional de las Naciones Unidas para estudiar la relación Gobierno-Empresa, en donde se acuñó el concepto Desarrollo Sustentable.
- Dra. Adriana Hoffmann, con importantes investigaciones y trabajos desarrollados en Chile sobre especies vegetales del bosque nativo chileno. Se suma a lo anterior, su destacada y meritoria trayectoria en distintas organizaciones e instituciones nacionales e internacionales, impulsando y desarrollando actividades en pro de la defensa del bosque nativo chileno.
- Sr. Patricio Aylwin, ex Presidente de la República de Chile, impulsor de la Ley 19.300 "Bases Generales del Medio Ambiente" y de la Comisión Nacional del Medio Ambiente.
- Prof. Óscar Ricardo Pesse Löhr, físico, pionero en Chile en el estudio científico de acústica ambiental.
- Dr. Marcel Szanto, inició las primeras investigaciones en Chile en torno a la gestión ambiental integrada de residuos sólidos.
- Sr. Aníbal Mege, gestor e impulsor de la relación gobierno - empresa - universidad sobre la gestión ambiental en Chile.
- Dr. Gregory Reed, Decano de la Facultad de Ingeniería de la Universidad de Tennessee, Estados Unidos, con importantes investigaciones en el área de la gestión ambiental en torno a los residuos peligrosos y su valioso aporte académico entregado a Chile.
- Sr. Herman Von Mülhenbrock, Gerente General de GERDAU AZA, cuya gestión desarrollada en su organización, ha sido un modelo para sistemas de gestión ambiental, en el sector empresarial chileno.